# Lodevogramma pumilia
Lodevogramma pumilia (лат.) — ископаемый вид крылатых насекомых отряда калоневрид, единственный в роде Lodevogramma и семействе Lodevogrammatidae. Пермский период, Франция.

## Описание
Вид был впервые описан в 2023 году группой энтомологов из Франции по материалам отпечатков из пермских отложений южной Франции (Salagou Formation, Lodève Basin, около города Лодев, регион Лангедок). Особое строение крыльев этого вида не позволяет отнести его к одному из уже описанных семейств вымершего оротоптероидного отряда Caloneurodea. Поэтому он был выделен в отдельное монотипическое семейство Lodevogrammatidae. Этот новый вид отличается от всех других Caloneurodea тем, что имеет: петиолевидные крылья; область между C и R/RA очень узкая; жилка RA заканчивается около вершины крыла; жилка RP имеет две ветви; вилка CuP находится ниже основания M; и присутствуют две очень короткие анальные жилки. Этот новый вид увеличивает разнообразие Caloneurodea в формации Салагу и предоставляет дополнительную информацию о разнообразии отряда в период позднего вымирания Capitanian extinction. Авторы сравнили разнообразие Caloneurodea с разнообразием Megasecoptera, другого отряда с аналогичной историей между карбоном и пермью, и предположили, что уменьшение размеров обеих групп может быть показателем их упадка, возможно, связанного с флористическими изменениями, следуя схеме, аналогичной пермским тетраподам. Уменьшение численности Caloneurodea также может быть связано с диверсификацией прямокрылых (Orthoptera) в средней и поздней перми.